# Aplidium indicum
Aplidium indicum is een zakpijpensoort uit de familie van de Polyclinidae. De wetenschappelijke naam van de soort is voor het eerst geldig gepubliceerd in 1984 door Renganathan & Monniot.